# 仙台ダービー
仙台ダービー（せんだいダービー）は、仙台市もしくは仙台市近郊（仙台都市圏）のクラブ同士が対戦する試合の呼称。

## ブランメル仙台/ベガルタ仙台 vs ソニー仙台

### 概要
「仙台ダービー」の呼称が初めて広く用いられたのは、1995年（平成7年）にJFLに昇格していたブランメル仙台（宮城県仙台市）と、1998年（平成10年）にJFLに昇格したソニー仙台フットボールクラブ（宮城県多賀城市）の対戦においてである（両者ともホームスタジアムは仙台市の仙台スタジアム）。同年中の対戦は2回あった。ともに平日ナイター開催（19:00キックオフ）だったため、当日深夜に7月はミヤギテレビ、9月は東日本放送が行った。
1999年（平成11年）からブランメル仙台がJ2に昇格してベガルタ仙台に改称し、ソニー仙台は新JFLに所属することになったため、両者のリーグ戦での対戦はなくなった。以後は天皇杯でしか公式戦で対戦する可能性はなくなった。
2010年（平成22年）の第90回天皇杯全日本サッカー選手権大会において、宮城県代表となったソニー仙台が1回戦で福島県代表の福島ユナイテッドFCに勝利したことにより、2回戦から登場したベガルタ仙台と12年ぶりに公式戦での「仙台ダービー」が行われた。ここではソニー仙台が延長戦の末にベガルタ仙台を破っている。また翌年の第91回大会においても、1回戦でグルージャ盛岡を破ったソニー仙台の2回戦での対戦相手がベガルタ仙台となり、2年連続の仙台ダービーとなった。
ユアテックスタジアム仙台で行われる天皇杯での対戦では2010年-2012年の3年とも、形式上ホーム扱いのクラブはベガルタであるが、選手紹介は両クラブともホームゲーム仕様の選手紹介が行われ、ゴールを決めた際の演出もベガルタ、ソニーどちらのゴールでもホームゲームに準じた扱いの演出（スタジアムDJによる「ゴール」の絶叫や大型ビジョンでのゴールのリプレイ）が行われる。スタジアムDJはベガルタ仙台スタジアムDJの大坂ともおが務めている。
なお、現在のベガルタ仙台がブランメル時代も通じて仙台スタジアム（現・ユアテックスタジアム仙台）でアウェーゲームを行ったのはソニー仙台との対戦のみである。
ソニー仙台FCが2024年シーズンをもって活動を終了し、JFLも退会することになったため、この対戦は今後行われない。

### 戦績
| 開催日        | 時期        | 会場     | ホーム                                                      | 得点         | アウェイ | 観客数 |
| ------------- | ----------- | -------- | ----------------------------------------------------------- | ------------ | -------- | ------ |
| 1998年7月23日 | JFL第12節   | 仙台     | B仙台                                                       | 2v - 1       | S仙台    | 9,653  |
| 1998年7月23日 | JFL第12節   | 仙台     | 44分阿部良則、 78分田端秀規、 111分 阿部良則                |              |          | 9,653  |
| 1998年9月24日 | JFL第23節   | 仙台     | S仙台                                                       | 1 - 3        | B仙台    | 8,225  |
| 1998年9月24日 | JFL第23節   | 仙台     | 2分阿部良則、 8分阿部良則、 46分鳴尾直軌、 70分ドゥバイッチ |              |          | 8,225  |
| 2010年9月5日  | 天皇杯2回戦 | ユアスタ | 仙台                                                        | 0 - 1 (延長) | S仙台    | 4,649  |
| 2010年9月5日  | 天皇杯2回戦 | ユアスタ | 106分桐田英樹                                               |              |          | 4,649  |
| 2011年10月8日 | 天皇杯2回戦 | ユアスタ | 仙台                                                        | 2 - 1 (延長) | S仙台    | 5,714  |
| 2011年10月8日 | 天皇杯2回戦 | ユアスタ | 74分太田吉彰(PK)、 79分谷池洋平、 114分武藤雄樹(PK)         |              |          | 5,714  |
| 2012年9月8日  | 天皇杯2回戦 | ユアスタ | 仙台                                                        | 1 - 0        | S仙台    | 4,875  |
| 2012年9月8日  | 天皇杯2回戦 | ユアスタ | 39分奥埜博亮                                                |              |          | 4,875  |

■B仙台 = ブランメル仙台→■仙台 = ベガルタ仙台 4勝 0分 1勝 S仙台 = ソニー仙台■

## ベガルタ仙台 vs 仙台大学

### 概要
2005年（平成17年）の第85回天皇杯全日本サッカー選手権大会において、宮城県代表の仙台大学（宮城県柴田郡柴田町）が3回戦まで勝ち上がり、ベガルタ仙台と対戦した。これも「仙台ダービー」と称する例が見られる。試合はベガルタが後半にリードを奪うものの仙台大学が追いつき延長戦に突入、延長戦でもベガルタがリードを奪うも再び仙台大学が追いつきPK戦までもつれこんだ。PK戦の結果8-7でベガルタが4回戦に進出した。
2015年（平成27年）の第95回天皇杯全日本サッカー選手権大会においても、宮城県代表として出場を果たした仙台大学が1回戦、JFL2015年1stステージ王者（シード権保有）のヴァンラーレ八戸を破り、2度目の対決が実現。仙台ダービーのほか、仙台対決、兄弟対決 といった表現も見られた。

### 戦績
| 開催日        | 時期        | 会場     | ホーム                                                                  | 得点                  | アウェイ | 観客数 |
| ------------- | ----------- | -------- | ----------------------------------------------------------------------- | --------------------- | -------- | ------ |
| 2005年10月9日 | 天皇杯3回戦 | 仙台     | 仙台                                                                    | 2 - 2 (延長) PK 8 - 7 | 仙台大   | 7,084  |
| 2005年10月9日 | 天皇杯3回戦 | 仙台     | 47分バロン、 79分角田充弘、 112分シュウエンク、 115分柿沼亘             |                       |          | 7,084  |
| 2015年9月6日  | 天皇杯2回戦 | ユアスタ | 仙台                                                                    | 3 - 2                 | 仙台大   | 3,351  |
| 2015年9月6日  | 天皇杯2回戦 | ユアスタ | 9分奥埜博亮、 40分野沢拓也、 60分石川隆太、 72分菅井直樹、 79分森村公亮 |                       |          | 3,351  |

■仙台 = ベガルタ仙台 1勝 1分 0勝 仙台大 = 仙台大学■
- PK戦は引き分け扱い

## ベガルタ仙台レディース vs 常盤木学園高等学校

### 概要
2011年の福島第一原子力発電所事故により活動を停止した東京電力女子サッカー部マリーゼ（福島県双葉郡）がベガルタ仙台に移管され、2012年から本拠地を仙台市に移してベガルタ仙台レディースとして参戦することとなった。このため2012年のチャレンジリーグでは、同じく仙台市に所在する常盤木学園高等学校サッカー部との対戦が行われることとなった。

### 戦績
| 開催日        | 時期                   | 会場     | ホーム                        | 得点  | アウェイ | 観客数 |
| ------------- | ---------------------- | -------- | ----------------------------- | ----- | -------- | ------ |
| 2012年4月15日 | チャレンジリーグ第2節  | ユアスタ | 仙台L                         | 1 - 1 | 常盤木高 | 6,532  |
| 2012年4月15日 | チャレンジリーグ第2節  | ユアスタ | 46分道上彩花、 67分伊藤美菜子 |       |          | 6,532  |
| 2012年6月30日 | チャレンジリーグ第13節 | 宮城県B  | 常盤木高                      | 0 - 2 | 仙台L    | 800    |
| 2012年6月30日 | チャレンジリーグ第13節 | 宮城県B  | 43分上辻佑実、 72分嘉数飛鳥   |       |          | 800    |

■仙台L = ベガルタ仙台レディース 1勝 1分 0勝 常盤木高 = 常盤木学園高等学校■